# Calanthe hancockii
Calanthe hancockii är en orkidéart som beskrevs av Robert Allen Rolfe. Calanthe hancockii ingår i släktet Calanthe och familjen orkidéer. Inga underarter finns listade i Catalogue of Life.